# Hartsville (Tennessee)
Pour les articles homonymes, voir Hartsville.
La ville américaine de Hartsville est le siège du comté de Trousdale, dans l’État du Tennessee. Lors du recensement de 2010, sa population s’élevait à 2 369 habitants.

## Source
- (en) Cet article est partiellement ou en totalité issu de l’article de Wikipédia en anglais intitulé « Hartsville, Tennessee » (voir la liste des auteurs).